# Kung Fu: Legenda pokračuje
Kung Fu: Legenda pokračuje (v anglickém originále Kung Fu: The Legend Continues) je kanadsko-americký dramatický televizní seriál, jehož autorem je Ed Spielman. Vysílán byl v letech 1993–1997 na stanici PTEN, celkem vzniklo 88 dílů rozdělených do čtyř řad. Jedná se o sequel seriálu Kung Fu z let 1972–1975.
V Česku byl seriál vysílán od 2. září 1995 do 28. června 1999 na stanici ČT1.

## Příběh
Kwai Cheng Caine je, stejně jako byl jeho děda téhož jména (viz seriál Kung Fu), šaolinský mnich ovládající bojová umění. Vedl chrám v severní Kalifornii, kde studoval i jeho syn Peter. Klášter byl však zničen při útoku odpadlého mnicha a jak otec, tak syn mysleli, že ten druhý zemřel. Po 15 letech se v roce 1993 znovu setkávají, Peter je policejním detektivem a jeho otec mu začne pomáhat.

## Obsazení
- David Carradine jako Kwai Chang Caine
- Chris Potter jako detektiv Peter Caine